# Ranunculus pseudoincisifolius
Ranunculus pseudoincisifolius är en ranunkelväxtart som beskrevs av Sóo. Ranunculus pseudoincisifolius ingår i släktet ranunkler, och familjen ranunkelväxter. Inga underarter finns listade i Catalogue of Life.